# Haltérophilie aux Jeux olympiques d'été de 1960
Navigation
Melbourne 1956 Tokyo 1964
Résultats des épreuves d'haltérophilie dans le cadre des Jeux olympiques d'été de 1960 à Rome. Sept épreuves furent disputées.

## Tableau des médailles
| Rang  | Pays             | Médaille d'or | Médaille d'argent | Médaille de bronze | Total |
| 1     | Union soviétique | 5             | 1                 | 0                  | 6     |
| 2     | États-Unis       | 1             | 4                 | 1                  | 6     |
| 3     | Pologne          | 1             | 0                 | 1                  | 2     |
| 4     | Japon            | 0             | 1                 | 0                  | 1     |
| 4     | Singapour        | 0             | 1                 | 0                  | 1     |
| 6     | Hongrie          | 0             | 0                 | 1                  | 1     |
| 6     | Irak             | 0             | 0                 | 1                  | 1     |
| 6     | Iran             | 0             | 0                 | 1                  | 1     |
| 6     | Italie           | 0             | 0                 | 1                  | 1     |
| 6     | Royaume-Uni      | 0             | 0                 | 1                  | 1     |
| Total | Total            | 7             | 7                 | 7                  | 21    |

## Résultats
| Catégorie      | Or                                             | Argent                          | Bronze                        |
| Moins de 56 kg | Charles Vinci États-Unis                       | Yoshinobu Miyake Japon          | Ismail Elm Khah Iran          |
| 56-60 kg       | Yevgeni Minaev Union soviétique                | Isaac Berger États-Unis         | Sebastiano Mannironi Italie   |
| 60-67,5 kg     | Viktor Georgiyevitch Bushuyev Union soviétique | Tan Howe Liang Singapour        | Abdul Wahid Aziz Irak         |
| 67,5-75 kg     | Aleksandr Kurynov Union soviétique             | Tommy Kono États-Unis           | Győző Veres Hongrie           |
| 75-82,5 kg     | Ireneusz Paliński Pologne                      | James George États-Unis         | Jan Bochenek Pologne          |
| 82,5-90 kg     | Arkadi Vorobyev Union soviétique               | Trofim Lomakin Union soviétique | Louis Martin Royaume-Uni      |
| Plus de 90 kg  | Yury Vlasov Union soviétique                   | James Bradford États-Unis       | Norbert Schemansky États-Unis |